# Absolut Null Punkt
Absolut Null Punkt（アブソルートヌルパンク）は、KK Null・村山政二朗・林アサミによる日本のロックバンド。ANPの略称でも知られる。バンド名は、ノルウェー語で絶対零度の意味を持つ。 

## 概要
音楽のスタイルは、フリー・ジャズ、インダストリアル、グリッチを融合させたものである。1987年に一度解散したが、2003年に再結成し、ライブパフォーマンスを行った。このときの録音は、インポータント・レコーズからリリースされたアルバム Live in Japan に収録。また、これに続いて19年ぶりとなるアルバム Metacompound が同レーベルからリリース。 